# Izmaíl
Izmaíl (en ucraniano: Ізмаїл) es una ciudad ucraniana perteneciente al óblast de Odesa. Situada en el extremo suroeste del país, es el centro del raión de Izmaíl y del municipio (hromada) homónimo. La ciudad es el puerto ucraniano más grande ubicado en el río Danubio.

## Toponimia
En todos los idiomas de importancia local, la ciudad se conoce con el nombre de Izmaíl (en ruso: Измаил; en búlgaro: Измаил) o Ismaíl (o también en rumano: Smil/Smeilu; en turco: İşmasıl).

## Geografía
Izmaíl se encuentra al norte el brazo de Chilia, el estuario norte del Danubio, que forma la frontera con Rumanía. Al este están el lago Yalpug y el lago Kujurlui y al oeste está la parte ucraniana de la Reserva de la Biosfera del delta del Danubio. La ciudad se encuentra 192 km al suroeste de Odesa y está en la histórica región de Budyak en Besarabia.

### Clima
Izmaíl tiene un clima intermedio entre el continental húmedo de verano caluroso y el clima subtropical húmedo. Izmail experimenta cuatro estaciones distintas y precipitaciones generosas durante todo el año, típicas del interior del sur. Los veranos son calurosos y húmedos, con temperaturas algo moderadas por la elevación de la ciudad. Los inviernos son frescos pero variables, con un promedio de 48 días helados al año.
| Parámetros climáticos promedio de Izmail (1991-2020, extremos 1886–hoy)                      | Parámetros climáticos promedio de Izmail (1991-2020, extremos 1886–hoy) | Parámetros climáticos promedio de Izmail (1991-2020, extremos 1886–hoy) | Parámetros climáticos promedio de Izmail (1991-2020, extremos 1886–hoy) | Parámetros climáticos promedio de Izmail (1991-2020, extremos 1886–hoy) | Parámetros climáticos promedio de Izmail (1991-2020, extremos 1886–hoy) | Parámetros climáticos promedio de Izmail (1991-2020, extremos 1886–hoy) | Parámetros climáticos promedio de Izmail (1991-2020, extremos 1886–hoy) | Parámetros climáticos promedio de Izmail (1991-2020, extremos 1886–hoy) | Parámetros climáticos promedio de Izmail (1991-2020, extremos 1886–hoy) | Parámetros climáticos promedio de Izmail (1991-2020, extremos 1886–hoy) | Parámetros climáticos promedio de Izmail (1991-2020, extremos 1886–hoy) | Parámetros climáticos promedio de Izmail (1991-2020, extremos 1886–hoy) | Parámetros climáticos promedio de Izmail (1991-2020, extremos 1886–hoy) |
| Mes                                                                                          | Ene.                                                                    | Feb.                                                                    | Mar.                                                                    | Abr.                                                                    | May.                                                                    | Jun.                                                                    | Jul.                                                                    | Ago.                                                                    | Sep.                                                                    | Oct.                                                                    | Nov.                                                                    | Dic.                                                                    | Anual                                                                   |
| -------------------------------------------------------------------------------------------- | ----------------------------------------------------------------------- | ----------------------------------------------------------------------- | ----------------------------------------------------------------------- | ----------------------------------------------------------------------- | ----------------------------------------------------------------------- | ----------------------------------------------------------------------- | ----------------------------------------------------------------------- | ----------------------------------------------------------------------- | ----------------------------------------------------------------------- | ----------------------------------------------------------------------- | ----------------------------------------------------------------------- | ----------------------------------------------------------------------- | ----------------------------------------------------------------------- |
| Temp. máx. abs. (°C)                                                                         | 18.4                                                                    | 23.0                                                                    | 27.6                                                                    | 31.2                                                                    | 35.1                                                                    | 36.7                                                                    | 40.7                                                                    | 39.1                                                                    | 35.9                                                                    | 32.2                                                                    | 25.5                                                                    | 19.9                                                                    | 40.7                                                                    |
| Temp. máx. media (°C)                                                                        | 3.1                                                                     | 5.5                                                                     | 10.7                                                                    | 17.1                                                                    | 23.0                                                                    | 27.3                                                                    | 29.9                                                                    | 30.0                                                                    | 24.2                                                                    | 17.5                                                                    | 10.6                                                                    | 4.8                                                                     | 17.0                                                                    |
| Temp. media (°C)                                                                             | -0.5                                                                    | 1.2                                                                     | 5.5                                                                     | 11.2                                                                    | 16.9                                                                    | 21.3                                                                    | 23.7                                                                    | 23.3                                                                    | 17.9                                                                    | 12.0                                                                    | 6.4                                                                     | 1.1                                                                     | 11.7                                                                    |
| Temp. mín. media (°C)                                                                        | -3.7                                                                    | -2.5                                                                    | 1.2                                                                     | 5.8                                                                     | 11.1                                                                    | 15.3                                                                    | 17.5                                                                    | 17.1                                                                    | 12.3                                                                    | 7.3                                                                     | 2.7                                                                     | -2.1                                                                    | 6.8                                                                     |
| Temp. mín. abs. (°C)                                                                         | -25.4                                                                   | -24.1                                                                   | -18.3                                                                   | -5.3                                                                    | -0.2                                                                    | 5.5                                                                     | 8.2                                                                     | 3.6                                                                     | -3.3                                                                    | -8.9                                                                    | -17.6                                                                   | -20.8                                                                   | -25.4                                                                   |
| Precipitación total (mm)                                                                     | 28.6                                                                    | 28.4                                                                    | 33.3                                                                    | 33.2                                                                    | 39.5                                                                    | 59.3                                                                    | 44.0                                                                    | 34.4                                                                    | 40.9                                                                    | 31.5                                                                    | 34.9                                                                    | 36.2                                                                    | 444.2                                                                   |
| Días de precipitaciones (≥ 1.0 mm)                                                           | 5.2                                                                     | 5.3                                                                     | 5.4                                                                     | 6.1                                                                     | 5.7                                                                     | 6.6                                                                     | 5.0                                                                     | 4.5                                                                     | 4.5                                                                     | 4.9                                                                     | 5.2                                                                     | 6.0                                                                     | 64.4                                                                    |
| Horas de sol                                                                                 | 83.2                                                                    | 107.2                                                                   | 151.6                                                                   | 199.5                                                                   | 283.4                                                                   | 298.6                                                                   | 324.5                                                                   | 299.3                                                                   | 230.4                                                                   | 174.2                                                                   | 94.8                                                                    | 77.4                                                                    | 2324.1                                                                  |
| Humedad relativa (%)                                                                         | 81.1                                                                    | 73.5                                                                    | 70.8                                                                    | 67.2                                                                    | 61.7                                                                    | 60.9                                                                    | 58.9                                                                    | 60.7                                                                    | 70.5                                                                    | 74.1                                                                    | 81.7                                                                    | 79.1                                                                    | 70.0                                                                    |
| Fuente n.º 1: Pogoda.ru                                                                      |                                                                         |                                                                         |                                                                         |                                                                         |                                                                         |                                                                         |                                                                         |                                                                         |                                                                         |                                                                         |                                                                         |                                                                         |                                                                         |
| Fuente n.º 2: World Meteorological Organization (precipitation, humidity, and sun 1981–2010) |                                                                         |                                                                         |                                                                         |                                                                         |                                                                         |                                                                         |                                                                         |                                                                         |                                                                         |                                                                         |                                                                         |                                                                         |                                                                         |

## Historia

### Edad Media
La fortaleza de Izmaíl fue construida por mercaderes genoveses en el siglo XII, conocida como Licovrissi. Perteneció por un corto período de tiempo a Valaquia (siglo XIV), ya que los territorios al norte del Danubio eran una de las posesiones de los Basarab. El pueblo fue llamado por primera vez con el nombre de İsmailiye, derivado del nombre de un gobernador otomano: el Gran Visir Izmaíl.
Desde el final del siglo XIV, Izmaíl estaba bajo el cetro del principado de Moldavia por las acciones de Esteban III de Moldavia. En 1484, el Imperio otomano de Bayezid II conquistó el territorio. Desde principios del siglo XVI, era la fortaleza otomana más importante en la región de Budyak. En 1569, el sultán Selim II estableció en Izmaíl a sus nogayos, originarios del norte del Cáucaso.

### SigloXVIII
Luego de que el general ruso Nikolái Repnin toma la fortaleza de Izmaíl en 1770, ésta fue refortificada por los otomanos, para que no volviera a ser capturada de nuevo. El sultán expresó que la fortaleza era impenetrable, pero durante la guerra ruso-turca (1787-1792), el general ruso Aleksandr Suvórov la expugnó el 22 de diciembre de 1790. Las fuerzas otomanas dentro de la fortaleza tenían órdenes de resistir hasta el final, rechazando gallardamente el ultimátum ruso. La derrota fue vista como una catástrofe en el Imperio otomano, mientras que en Rusia la conquista fue glorificada en el primer himno nacional: “¡Que suene el trueno de la victoria!”.

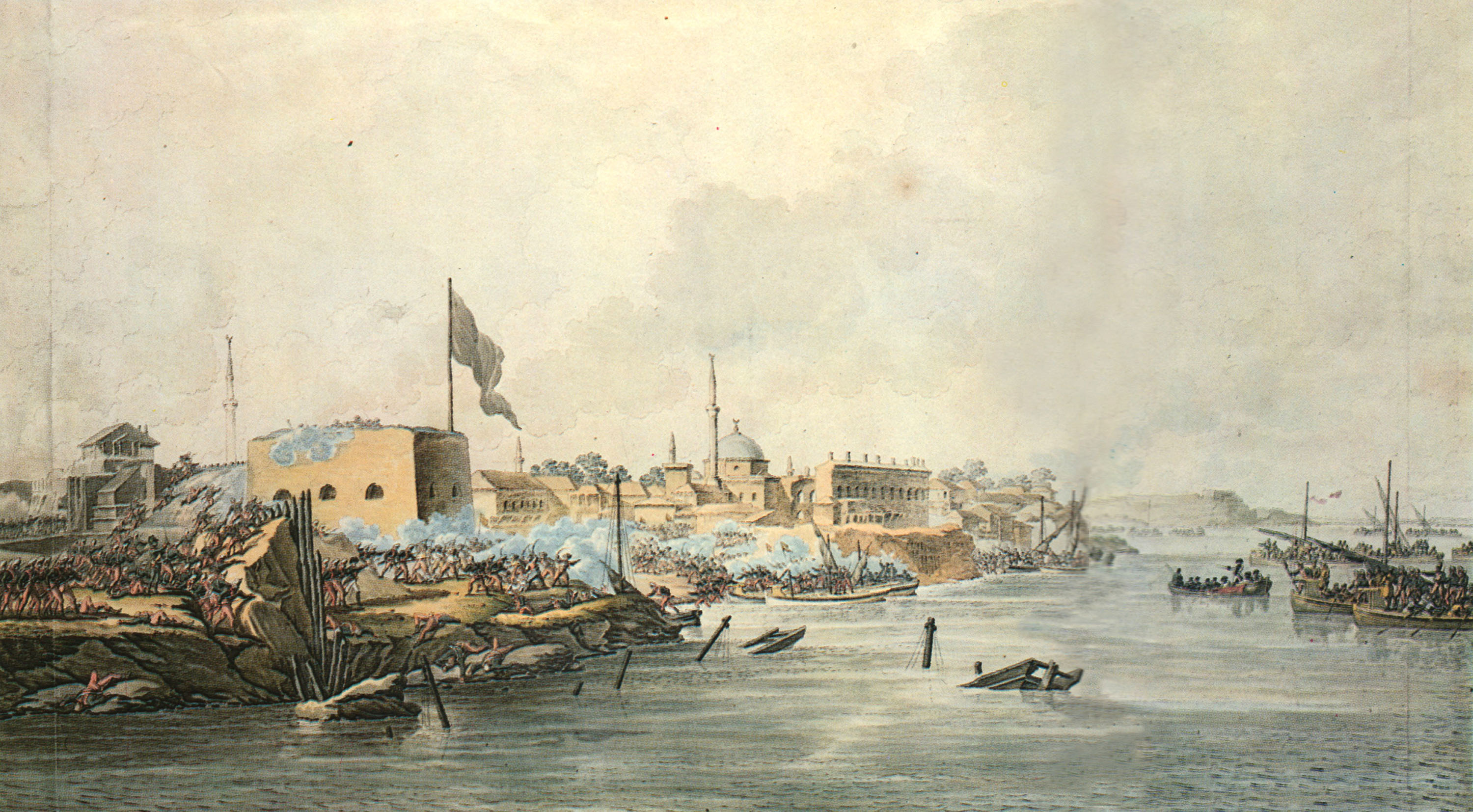
Asalto de Izmaíl de 1790, de Alekséi Kivshenko.

Suvórov anunció la captura de Izmaíl en 1791 a Catalina II de Rusia en un pareado, puesto que el asalto había sido hecho de casa en casa, de habitación en habitación, y prácticamente cada hombre, mujer y niño musulmán en la ciudad fueron matados en tres días en una incontrolable masacre, 40 000 turcos murieron, y algunos cientos fueron mantenidos en cautividad. A pesar de esto, Suvórov dijo más tarde a un viajero inglés que cuando la matanza había terminado, volvió a su tienda y lloró.

### SigloXIX
Al final de la guerra, Izmaíl fue devuelta al Imperio otomano, pero las fuerzas rusas la tomaron por tercera vez el 14 de septiembre de 1809. Luego de ser cedida a Rusia con el resto de Besarabia por el Tratado de Bucarest (1812), la ciudad fue completamente reconstruida. La catedral de la Intercesión (1822-36), las iglesias de la Natividad (1823), San Nicolás de Bari (1833) y una pequeña mezquita turca, y muchas otras cosas datan de ese tiempo. El edificio de Izmaíl más antiguo es una pequeña mezquita turca, construida en el siglo XV o XVI, que luego fue convertida en iglesia en 1810 y actualmente es un museo dedicado al asalto de Izmaíl de 1790.
Luego de que Rusia perdiera la guerra de Crimea, la ciudad volvió a ser gobernada por el principado de Moldavia, que pronto se convertiría en una parte del principado de Rumanía. Rusia obtuvo el control de Izmaíl de nuevo, luego de la guerra ruso-turca (1877-1878), integrándola de nuevo en la gobernación de Besarabia.

### SigloXX

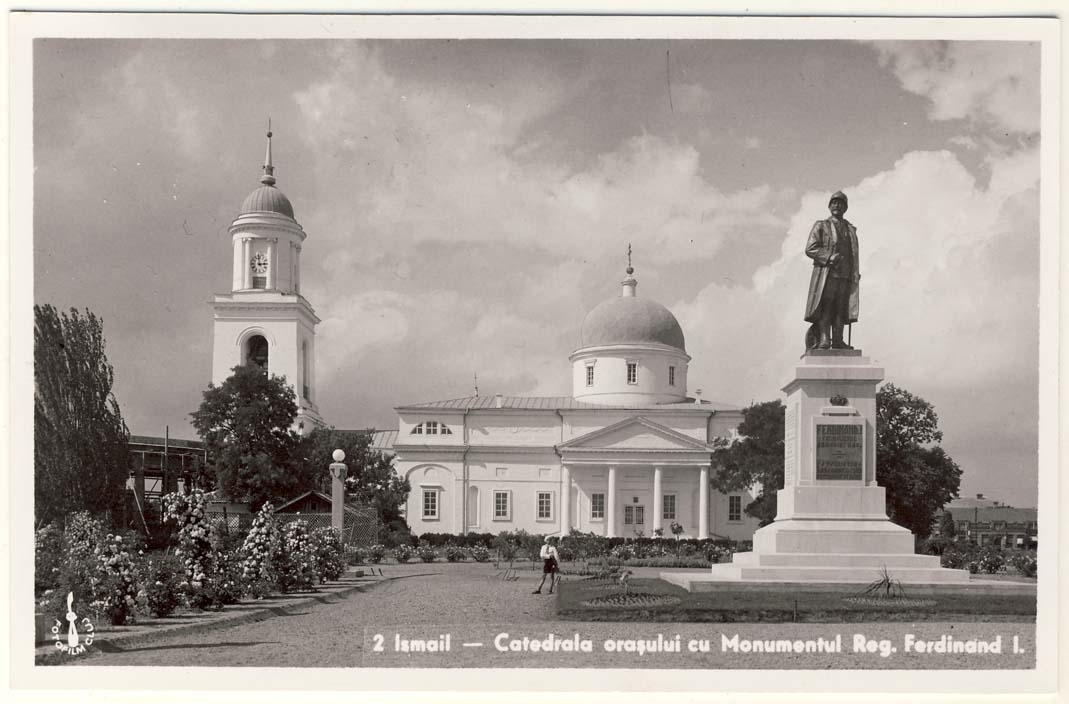
Catedral de Ismaíl y monumento del rey Fernando I (década de 1930)

Aprovechando la revolución rusa de 1917, la República Democrática de Moldavia, incluida Izmaíl, declaró su independencia. La región fue ocupada por el ejército rumano en medio de la desintegración del Imperio ruso en 1918. Izmaíl de nuevo se convirtió, junto con el resto de Besarabia, en una parte del reino de Rumanía entre 1918 y 1940.
En 1940, y de nuevo durante la Segunda Guerra Mundial, Izmaíl fue ocupada por el Ejército Rojo soviético e incluida (en agosto de 1940) en la RSS de Ucrania. Durante la primera ocupación soviética (1940-1941), la ciudad recibió a finales de 1940 una conexión ferroviaria a través de la línea ferroviaria Artsiz-Izmaíl, que todavía existe en la actualidad. La ciudad fue reocupada otra vez entre 1941 y 1944 por el ejército rumano participando en la Operación Barbarroja.  
Durante la era soviética, muchos rusos y ucranianos migraron a la ciudad, gradualmente cambiando su composición étnica. El óblast de Izmaíl fue formado en 1940 y fue el centro administrativo hasta la fusión con la óblast de Odesa en 1954. 

### SigloXXI
Hasta el 18 de julio de 2020, Izmaíl fue una ciudad de importancia regional. El estatus se abolió en julio de 2020 como parte de la reforma administrativa de Ucrania, que redujo el número de raiones del óblast de Odesa a siete y el área de se fusionó con raión de Izmaíl.
El monumento a Alexander Suvórov en el centro de la ciudad de Izmaíl fue almacenado temporalmente el 12 de noviembre de 2022, fruto de la invasión rusa de Ucrania, hasta que los diputados de la ciudad decidan dónde se guardará de forma permanente.El 24 de julio de 2023, el puerto de Izmaíl fue atacado por drones rusos Shahed de fabricación iraní, y un cobertizo de cereales fue destruido sin causar víctimas.

## Demografía
La evolución de la población de Izmaíl entre 1897 y 2021 fue la siguiente:
| 22 295                                                        | 24 998 | 48 103 | 70 297 | 83 126 | 92 915 | 84 815 | 81 241 | 73 007 | 71 985 | 71 780 | 69 932 |
| (Fuente: Cities & Towns of Ukraine y UKRAINE: Größere Städte) |        |        |        |        |        |        |        |        |        |        |        |

Según el censo de 2001, el 43,7% de la población son rusos (de ellos, un 13,5% son lipovanos), el 38% son ucranianos y el resto de minorías son principalmente búlgaros de Besarabia (10%), rumanos (4,3%) y gagaúzos (3%). En cuanto al idioma, la lengua materna de la mayoría de los habitantes, el 74,24%, es el ruso; del 18,04%, el ucraniano; del 4,58%, el búlgaro; 1,83%, el rumano.
En el censo de 1930, el 59,38% de los habitantes eran rusos; el 20,01%, rumanos; el 6,49%, judíos; el 6,08%, ucranianos; y búlgaros, el 2,7%. 

## Economía
Izmaíl es un pequeño centro de industrias agroalimentarias y un destino turístico regional.

## Infraestructura

### Arquitectura, monumentos y lugares de interés
En la ciudad se encuentra el museo de Suvorov y una sección del museo está ubicado en una antigua mezquita de Izmaíl. También se encuentra el Parque-Museo de la fortaleza de Izmaíl, en cuyas instalaciones se está creando actualmente una exposición sobre toda la historia de la fortaleza de Izmail. En la ciudad también hay una galería de arte y un museo de historia local.

### Militar
También hay una base de las unidades de la Armada de Ucrania y de la Guardia Marítima de Ucrania que operan en el río Danubio.

### Transporte
El ferrocarril y la carretera nacional M15 conectan Izmaíl con Odesa a través del paso del Dniéster. La ciudad tiene su estación de tren y un aeropuerto, que ha estado suspendido por tiempo indefinido desde 2010.

## Cultura

### Deporte
Los deportes más populares en la ciudad son las artes marciales (particularmente el boxeo) y el fútbol. Desde 1969, la ciudad no cuenta con un equipo de fútbol que la represente en competiciones profesionales.

### Eventos
Cada año desde 2014, la ciudad acoge el festival internacional de rock “Danubio Sich”.

## Personas ilustres
- Alexandru Averescu (1859-1938): mariscal y político rumano, comandante durante la Primera Guerra Mundial y primer ministro de Rumania.
- Artur Văitoianu (1864-1956): militar rumano que sirvió como primer ministro de Rumanía en 1919.
- Galina Chistiakova (1962): exatleta soviética ucraniana en salto de longitud y triple salto (récord mundial de salto de longitud con 7,52 m en 1988).
- Olena Hovorova (1973): exatleta ucraniana, especializada en la prueba de triple salto en la que llegó a ser medallista de bronce mundial en 1997.
- Antón Záitsev (1987): tenista profesional ruso.

## Galería

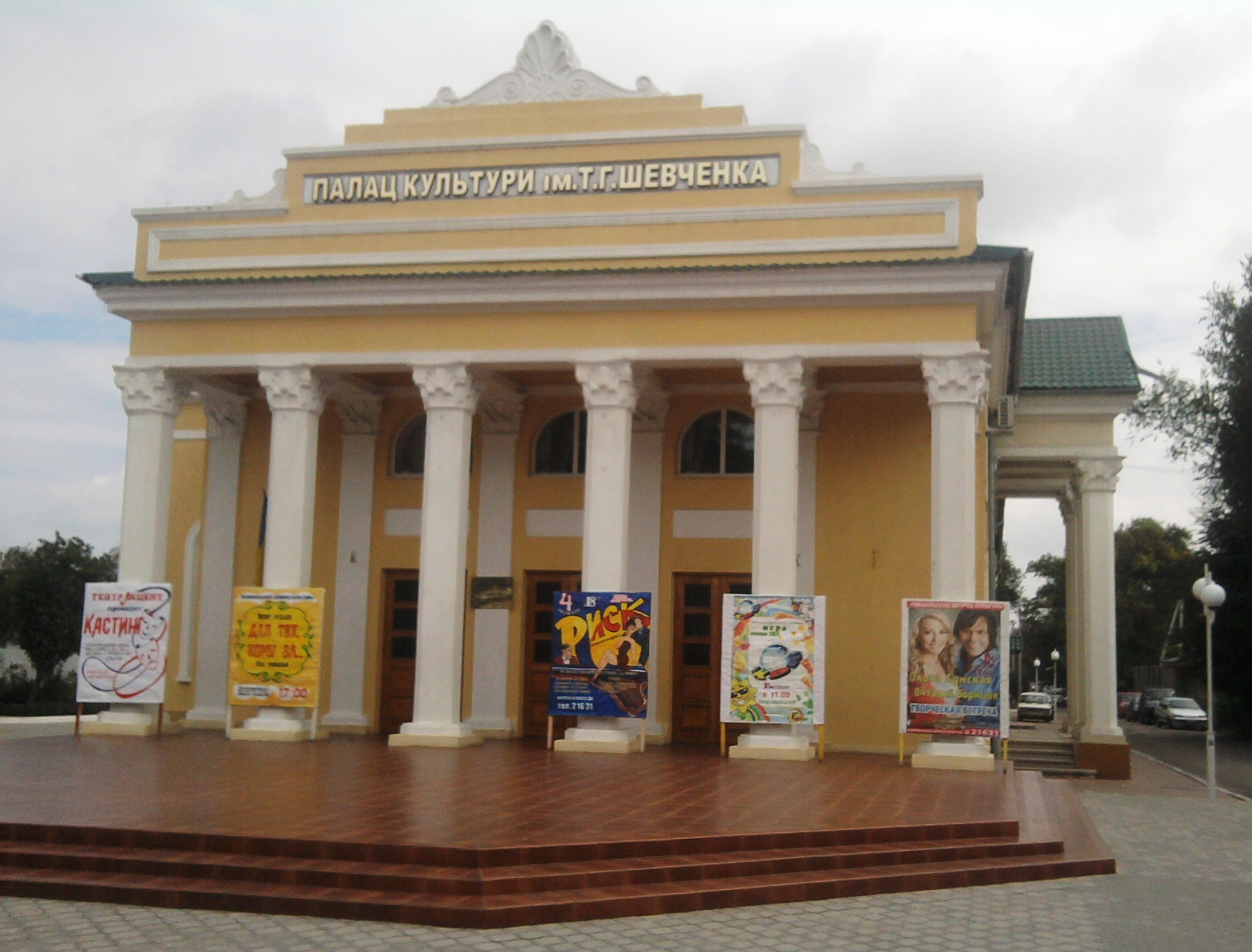
Palacio de cultura de Izmaíl
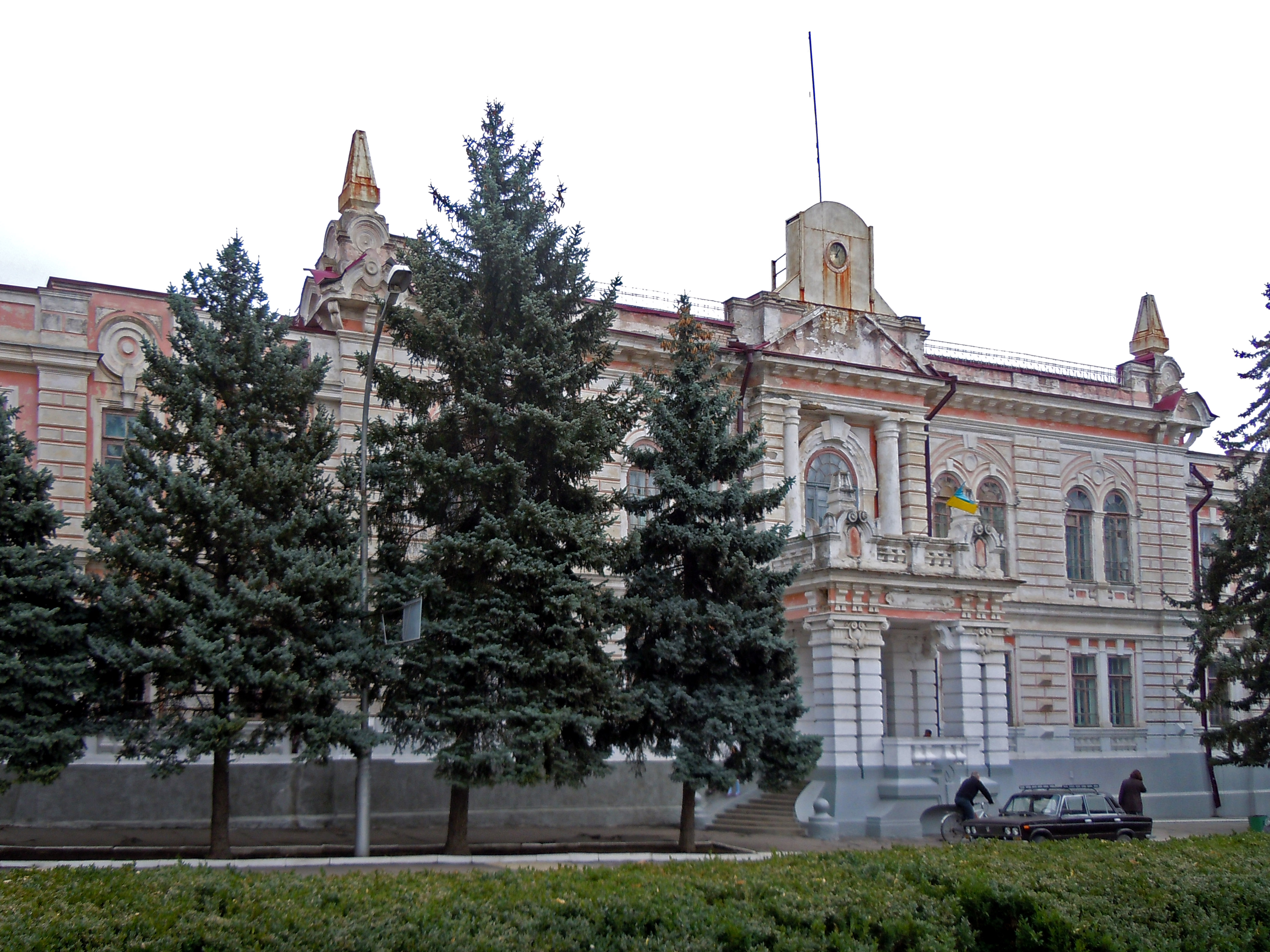
Antiguo ayuntamiento de Izmaíl
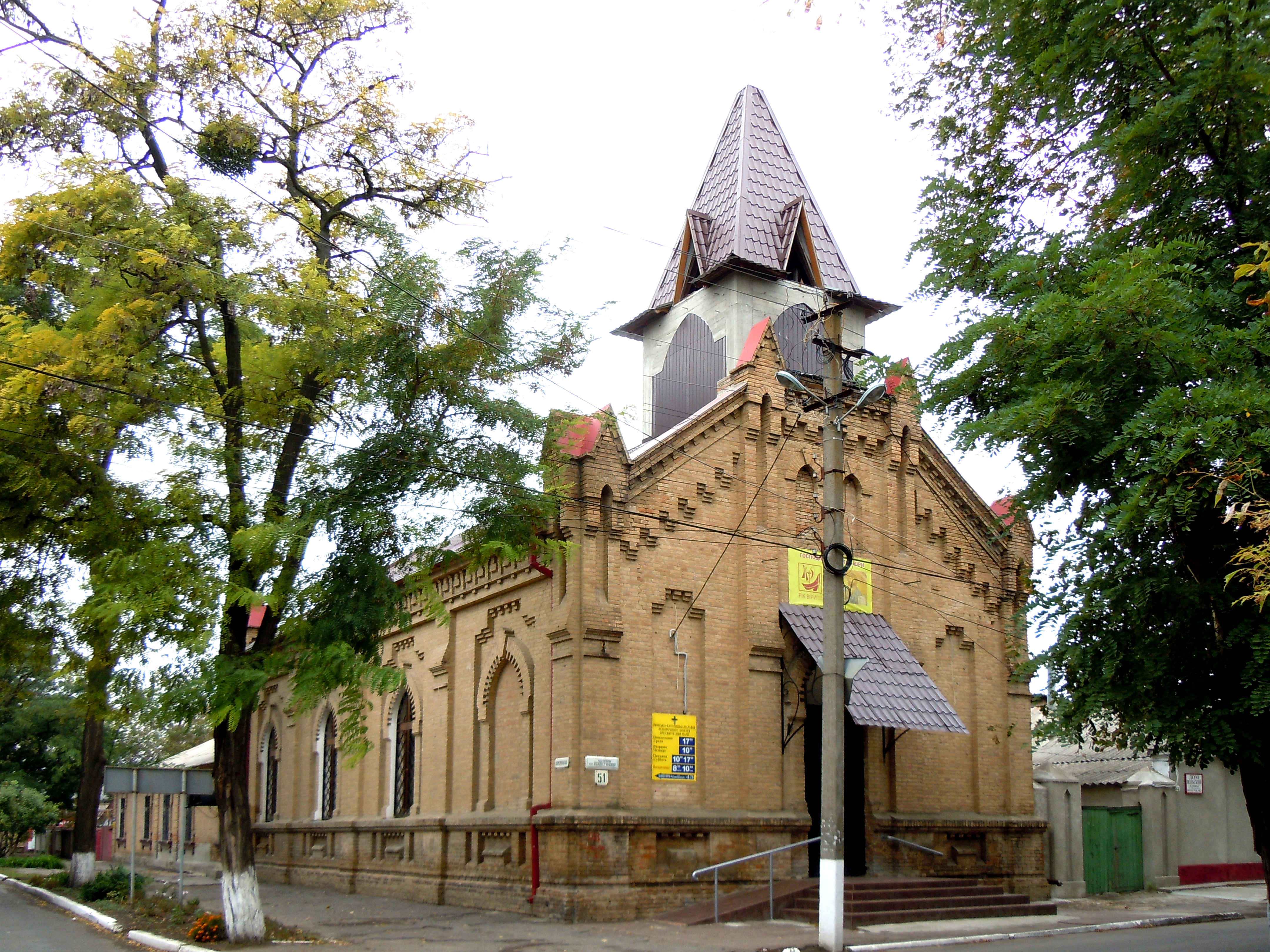
Iglesia ortodoxa de la Inmaculada Concepción
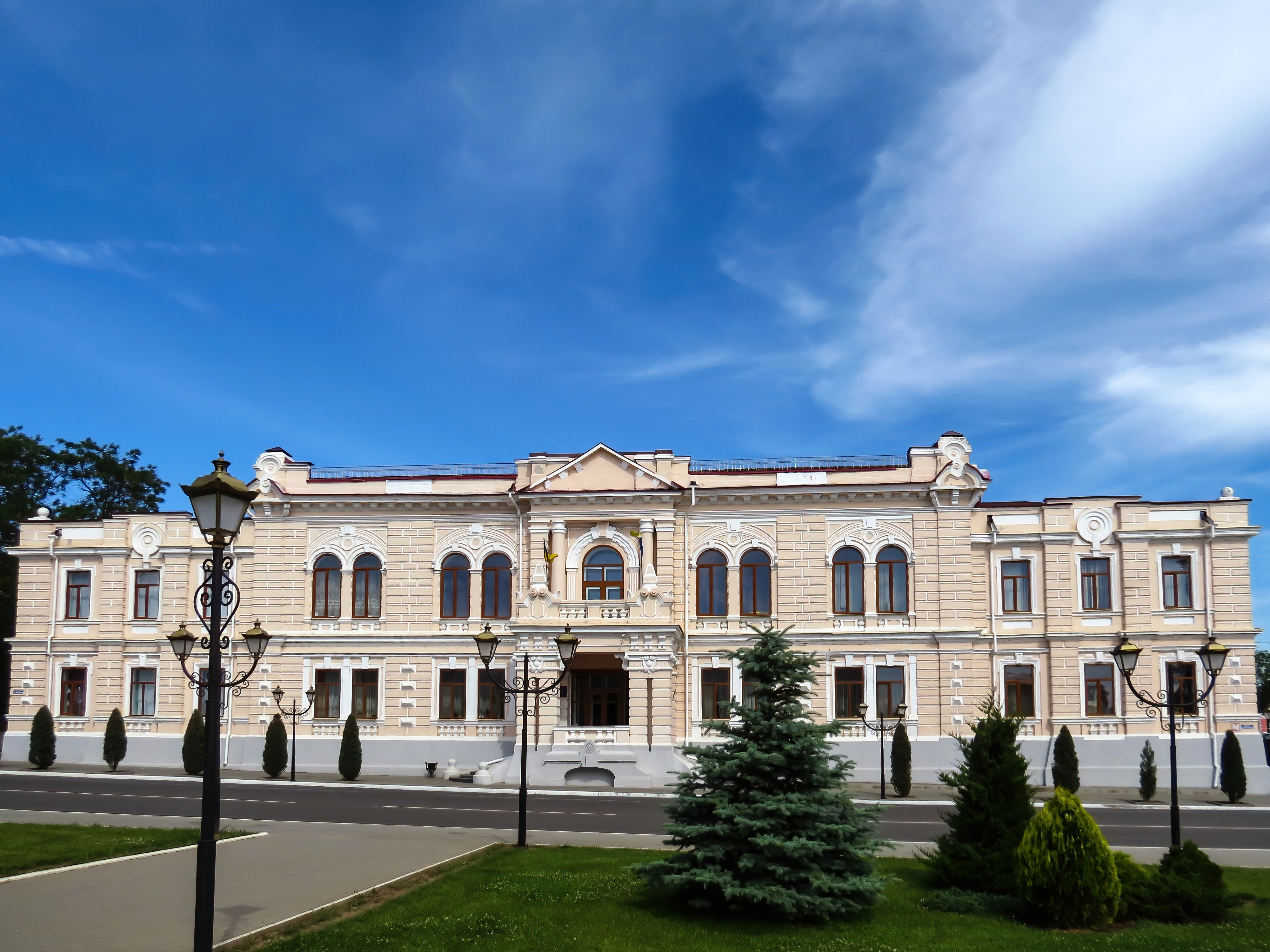
Casa de Tulchianov
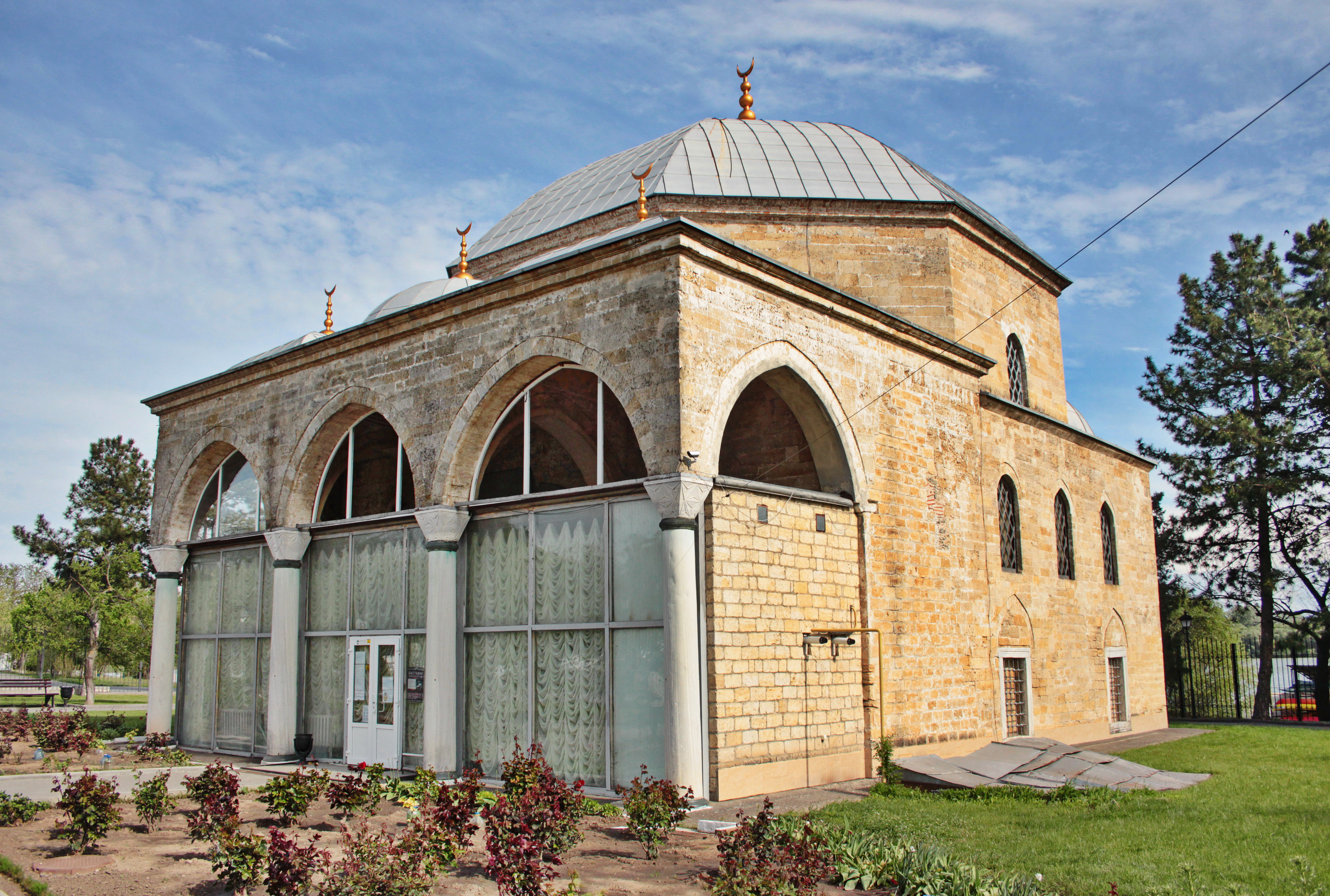
Antigua mezquita de Izmaíl
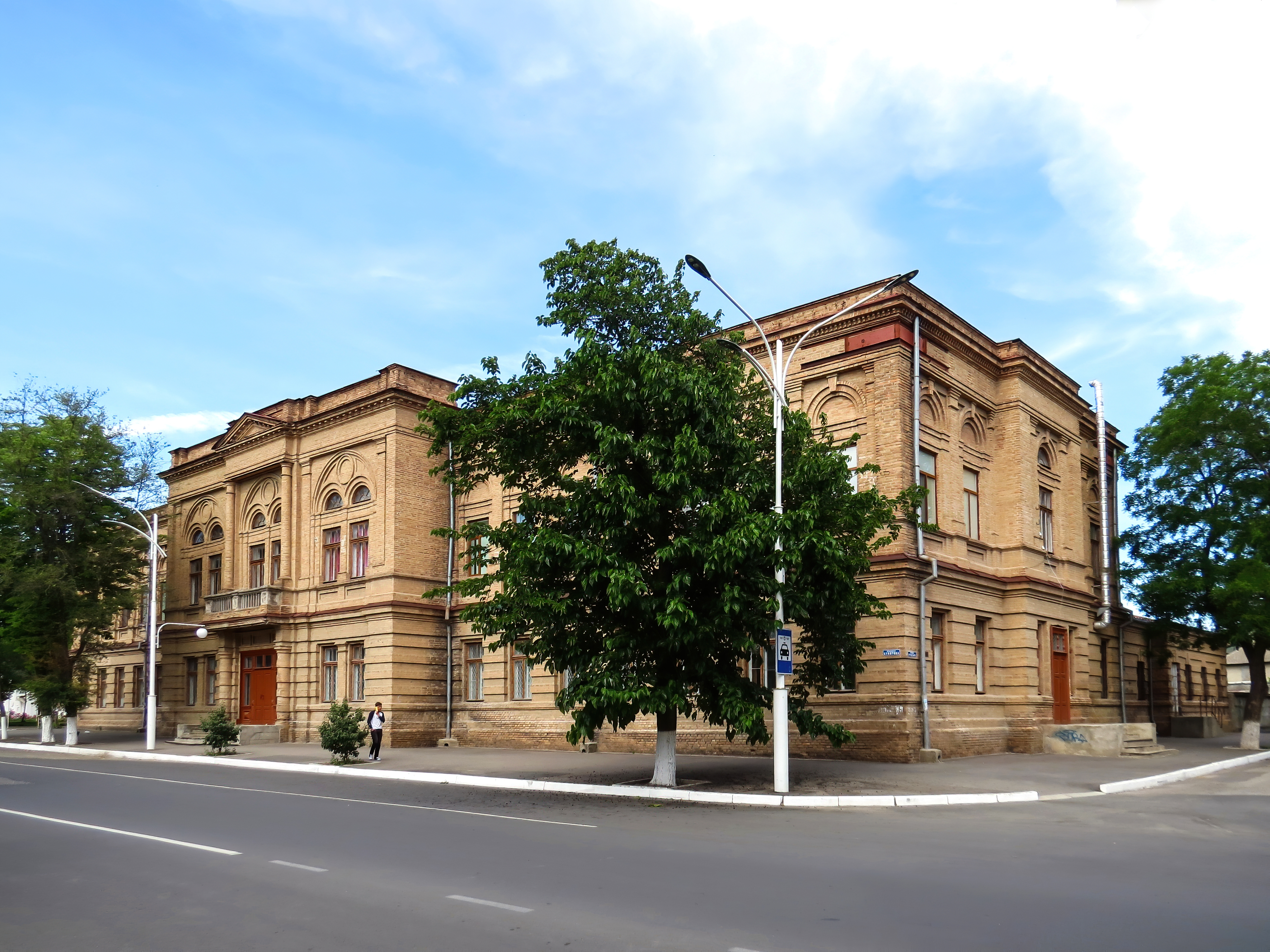
Antiguo instituto

## Ciudades hermanadas
Izmaíl está hermanada con las siguientes ciudades:
- Dobrich y Kardzhali, Bulgaria.
- Kavadarci, Macedonia del Norte.
- Tiráspol, Transnistria, Moldavia.
- Włocławek, Polonia.
- Giurgiu, Rumania.
- Kirklareli, Turquía.